# Ebon Moss-Bachrach
Ebon Che Moss–Bachrach (ur. 19 marca 1977 w Amherst) – amerykański aktor. Wystąpił w roli Davida Liebermana w serialu akcji Punisher.

## Życiorys
Urodził się w Amherst w Massachusetts w rodzinie żydowskiej jako syn Renee Moss i Erica Bachracha, dyrektora szkoły muzycznej w Springfield. Jego drugie imię to Che, od argentyńskiego marksistowskiego rewolucjonisty Che Guevary. Uczęszczał do liceum w Amherst Regional High School w Massachusetts oraz ukończył studia na Uniwersytecie Columbia.
Występował na scenie w przedstawieniach: Kiedy mówią o Ricie (2000), 36 Views (2002) jako John Bell, Piątego lipca Lanforda Wilsona (2003) w roli Westona Hurleya w Signature Theatre Company, On the Mountain (2005) w roli Carricka w Playwright Horizons i Trzy siostry (2011) w roli Barona Tuzenbacha w Classic Stage Company.
W lutym 2025 roku ogłoszono, że Moss-Bachrach otrzymał rolę Bena Grimma / Rzeczy i wystąpi w filmach Fantastyczna 4: Pierwsze kroki (2025), Avengers: Doomsday (2026) i Avengers: Secret Wars (2027).

## Życie prywatne
W 2006 związał się z ukraińską fotograf Yeleną Yemchuk, z którą ma dwie córki, Sashę (ur. 2007) i Mirabelle (ur. 2009). Pobrali się 20 czerwca 2010.

## Filmografia

### Filmy
| Rok  | Tytuł                                                            | Rola              | Uwagi                |
| ---- | ---------------------------------------------------------------- | ----------------- | -------------------- |
| 1999 | Morderstwo w małym miasteczku (Murder in a Small Town)           | Billy             |                      |
| 2001 | Fanatyk (The Believer)                                           | kelner            |                      |
| 2001 | Nigdy więcej (Never Again)                                       | Andy              |                      |
| 2001 | Genialny klan (The Royal Tenenbaum)                              | Frederick         |                      |
| 2002 | Porn 'n Chicken                                                  | Hutch             |                      |
| 2003 | Amerykański splendor (American Splendor)                         | reżyser z MTV     |                      |
| 2003 | Death of a Dynasty                                               | Dave Katz         |                      |
| 2003 | Uśmiech Mony Lizy (Mona Lisa Smile)                              | Charlie Stewart   |                      |
| 2004 | Zimowe przesilenie (Winter Solstice)                             | Steve             |                      |
| 2004 | Poster Boy                                                       | Charlie           |                      |
| 2004 | Point&Shoot                                                      | Chad Rhodes       |                      |
| 2005 | Umierający Galijczyk (The Dying Gaul)                            | Olaf              |                      |
| 2005 | Niewidzialny (Stealth)                                           | Tim               |                      |
| 2005 | Road                                                             | Jay               |                      |
| 2006 | Champions                                                        | Stan              |                      |
| 2006 | Live Free or Die                                                 | Gazaniga          |                      |
| 2006 | Dom nad jeziorem (The Lake House)                                | Henry Wyler       |                      |
| 2006 | Weselna gorączka (The Pleasure of Your Company)                  | Matador           |                      |
| 2007 | Chicago 10                                                       | Paul Krassner     | głos                 |
| 2007 | High Falls                                                       | Jackson           | film krótkometrażowy |
| 2007 | Dziewczyna z przedmieścia (Suburban Girl)                        | Ethan Eisenberg   |                      |
| 2007 | Wieczór (Evening)                                                | Luc               |                      |
| 2009 | Breaking Upwards                                                 | Dylan             |                      |
| 2009 | The Marc Pease Experience                                        | Gavin             |                      |
| 2009 | Nowojorska przygoda (Une aventure New-Yorkaise)                  | Arthur            |                      |
| 2011 | Przełamując wiarę (Higher Ground)                                | Luke              |                      |
| 2012 | Lola Versus                                                      | Nick              |                      |
| 2012 | Pobawmy się (Come Out and Play)                                  | Francis           |                      |
| 2013 | The Volunteer                                                    | Ethan             |                      |
| 2013 | Gods Behaving Badly                                              | Neil              |                      |
| 2014 | Nie dla nas Paryż (We’ll Never Have Paris)                       | Guillaume         |                      |
| 2014 | The Grey Matter                                                  | Simon Peterson    | film krótkometrażowy |
| 2017 | Projekt Tokio (Tokyo Project)                                    | Sebastian         | film krótkometrażowy |
| 2018 | The Big Take                                                     | Max O’Leary       |                      |
| 2019 | Złodziej i oszustka (Lying and Stealing)                         | Ray Warding       |                      |
| 2019 | Blow the Man Down                                                | Gorski            |                      |
| 2019 | Good Posture                                                     | Don Price         |                      |
| 2020 | Tesla                                                            | Szigeti           |                      |
| 2022 | Małe ukłucie                                                     | Yuli              |                      |
| 2023 | Bez urazy                                                        | Gary              |                      |
| 2024 | Wstrzymaj oddech                                                 | Wallace Grady     |                      |
| 2025 | Fantastyczna 4: Pierwsze kroki (The Fantastic Four: First Steps) | Ben Grimm / Rzecz |                      |
| 2026 | Avengers: Doomsday                                               | Ben Grimm / Rzecz | W produkcji          |

### Seriale
| Rok        | Tytuł                                                                  | Rola                        | Uwagi                                    |
| ---------- | ---------------------------------------------------------------------- | --------------------------- | ---------------------------------------- |
| 2001       | Prawo i porządek: Zbrodniczy zamiar (Law & Order: Criminal Intent)     | chłopak z college’u         | sez. 1, odc. 1                           |
| 2005       | Prawo i porządek (Law & Order: Trial by Jury)                          | Danny Wallace               | sez. 1, odc. 4                           |
| 2006       | Prawo i porządek: sekcja specjalna (Law & Order: Special Victims Unit) | Justin                      | sez. 8, odc. 1                           |
| 2006       | Uprowadzeni (Kidnapped)                                                | Tucker                      | sez. 1, odc. 3                           |
| 2008       | John Adams                                                             | John Quincy Adams           | sez. 1, odcinki 4, 5, 7                  |
| 2008       | Fringe: Na granicy światów (Fringe)                                    | Joseph Meegar               | sez. 1, odc. 5                           |
| 2009       | Medium                                                                 | Simon Burwell               | sez. 5, odc. 17                          |
| 2010       | Układy (Damages)                                                       | Nick Salenger               | sez. 3, 8 odcinków                       |
| 2010       | Rubicon                                                                | Craig Young                 | sez. 1, odc. 3, 6, 10                    |
| 2013, 2016 | Impersonalni (Person of Interest)                                      | Michael Cole                | sez. 2, odc. 16; sez. 5, odc. 12         |
| 2014       | Wybrana (Believe)                                                      | Ben Wooten                  | sez. 1, odc. 5                           |
| 2014–2015  | Ostatni okręt (The Last Ship)                                          | Niels                       | sez. 1, odc. 7–8; sez. 2, odc. 3–7, 9–10 |
| 2014–2017  | Dziewczyny (Girls)                                                     | Desi Harperin               | w gł. obsadzie od 3 sez., 25 odc.        |
| 2017       | Punisher                                                               | David Lieberman             | sez. 1, odc. 1–9, 11–13                  |
| 2019–2020  | NOS4A2                                                                 | Chris McQueen               | w gł. obsadzie, 20 odc.                  |
| 2020       | Interrogation                                                          | Trey Carano                 | 6 odcinków                               |
| 2022       | Zepsuta krew                                                           | John Carreyrou              | 3 odcinki                                |
| 2022       | Andor                                                                  | Arvel Skeen                 | 3 odcinki                                |
| od 2022    | The Bear                                                               | Richard "Richie" Jerimovich | w gł. obsadzie                           |